# Кребс, Рихард
Ри́хард Кребс (нем. Richard Krebs, 30 июля 1906, Гамбург, Германская империя — 29 июня 1996, Гамбург, Германия) — немецкий легкоатлет, выступавший в беге на средние дистанции. Серебряный призёр летних Олимпийских игр 1928 года.

## Биография
Рихард Кребс родился 30 июля 1906 года в немецком городе Гамбург.
Выступал в легкоатлетических соревнованиях за «Гамбург Шпортверайн». 
В 1928 году вошёл в состав сборной Германии на летних Олимпийских играх в Амстердаме. В эстафете 4х400 метров сборная Германии, за которую также выступали Отто Нойман, Харри Шторц и Херман Энгельгард, выиграла полуфинальный забег и в финале завоевала серебряную медаль, установив рекорд Европы — 3 минуты 14,8 секунды и уступив 6 десятых выигравшей золото сборной США.
Олимпиада стала единственным международным турниром, на котором выступал Кребс.
В 1929 году стал бронзовым призёром чемпионата Германии в беге на 400 метров.
Умер 29 июня 1996 года в Гамбурге.

## Личный рекорд
- Бег на 400 метров — 49,1 (1929)[1]